# Leporinus lacustris
Leporinus lacustris is een straalvinnige vissensoort uit de familie van de kopstaanders (Anostomidae). De wetenschappelijke naam van de soort is voor het eerst geldig gepubliceerd in 1945 door Amaral Campos.